# Песма за Евровизију ’25
Песма за Евровизију ’25 (ПЗЕ ’25) је било четврто издање Песме за Евровизију, такмичења на ком се одлучује представник Србије на Песми Евровизије 2025. Такмичење се састојало од две полуфиналне вечери, 25. и 26. фебруара и финала 28. фебруара 2025. године. У полуфиналима се такмичило по 15 песама, од којих је из сваког по 8 прошло у финале. Резултати све 3 вечери одлучени су комбинацијом гласова публике и жирија у омеру 50:50, тако што су стручни жири и телегласање доделили по један сет од 12, 10, 8—1 поен за својих 10 омиљених песама. Такмичење су водиле Драгана Косјерина и Кристина Раденковић. Победу на такмичењу је однео Принц са песмом Мила.
Такмичење је одржано током студентских протеста и позива на бојкот Радио-телевизије Србије. Више позваних уметника  је отказало своје учешће у улози водитеља, учесника у ревијалном програму и члана жирија, а бројни такмичари су током програма пружили подршку протестима.

## Формат и продукција

### Формат
За 2025. годину, РТС поново организује национално финале Песма за Евровизију како би одабрао свог представника на Евровизији. Полуфинала ће се одржати 25. и 26. фебруара, док ће финале бити одржано 28. фебруара 2025. Првобитно су као најављени датуми 25, 27. фебруар и 1. март. На веб-сајту РТС-a је, 18. јула 2024. године, откривен правилник такмичења, као и правила конкурса.

### Гласање
Сваке вечери, жири и публика додељују по један сет који чини 12, 10 и 8—1 поен за својих 10 омиљених песама. У полуфиналима, 8 песама које су оствариле најбољи резултат пролазе у финале. У финалу, песма са највише поена после сабирања поена публике и жирија је победник. У случају нерешеног резултата, она песма која је имала више поена публике је завршила са бољим резултатом. У случају да две или више песама имају исти број поена жирија, она песма која је имала више 12 поена је завршила са бољим резултатом. Ако је резултат и даље нерешен, процес се понавља са 10 поена. Процес се понавља са свим поенима ка наниже, све док изједначење није решено. У случају да се изједначење не може преломити на овај начин, редослед којим је председник жирија оценио ове песме се користи да се изједначење преломи.
Првобитно је за издање 2024. најављена промена система гласања, те би се користио пропорционални систем рачунања гласова публике, али се од тога одустало. Као разлог, наведено је то да је РТС у обавези да се држи начина гласања наведеног у правилнику донесеног када је конкурс расписан, али да ће се промена размотрити за 2025. годину. То се није десило.

### Продукција
Песма за Евровизију '25 биће у продукцији SkyMusic и РТС-а.

### Водитељи
Водитељке програма су биле Драгана Косјерина и Кристина Раденковић на главној позорници, а Стефан Поповић је био домаћин зелене собе. Као један од водитеља је првобитно најављен и Славен Дошло, али се повукао. Ђорђе Живадиновић је најављен као презентер из зелене собе, али је дан пред прво полуфинале откривено да се он ипак неће појавити у тој улози.

## Учесници
Конкурс за слање пријава био је отворен 18. јула 2024. године. Конкурс је требало да се затвори 1. новембра 2024, али је продужен до 10. новембра. РТС је до краја периода за пријаве добио 222 пријаве. Током 3. и 4. децембра, селекциона комисија је преслушавала све пристигле пријаве. Песме су објављене 27. јануара 2025. у 13.00 ч. Дана 21. јануара 2025, Јелена Карлеуша — која се раније такмичила на Беовизији 2004 — изразила је интересовање за учествовање на избору за Песму Евровизије; међутим, супервизорка Песме за Евровизију Оливера Ковачевић јој је истог дана одговорила да би то било немогуће због пропуштања рока за подношење пријаве.
На конкурс је требало послати снимак песме која није изведена у целини или у деловима пре 1. септембра 2024. године, а да буде у трајању до 3 минута. Сви извођачи који су се пријавили морали су да имају најмање 16 година 1. маја 2025. године, као и да буду држављани Републике Србије. Сви текстови песама морали су да буду барем 51% на званичним језицима Србије.
Одабрано је укупно 30 учесника који ће се такмичити, а списак такмичара је откривен 10. децембра 2024. године. Списак аутора песама је откривен 13. децембра. Списак учесника укључује Милана Николића, који је са Марко Коном представљао Србију на Песми Евровизије 2009. и Бојану Радовановић, део групе Бојана x Давид, која је представљала Србију на Дечјој песми Евровизије 2018. Осим Бојане Радовановић, на српски избор се враћају и:
- Давид (Део групе Бојана x Давид) и Душан Куртић, који су се такмичили претходне године;
- , који се такмичио 2024. и 2023;
- , као део Gifts and Roses, који су учествовали 2023. и 2022;
- Принц, који је учествовао 2023;
- Јелена Пајић, која је учествовала 2022;
- Алекса Вучковић и Димитрије Борчанин, чланови групе AltCtrl, који су учествовали 2022. и на Беовизији 2020. као део групе Лифт;
- Бибер, који су учествовали на Беовизији 2018, као и Беовизији 2006. и Европесми-Еуропјесми 2006;
- Игор Симић, који се такмичио 2022, као и на Беовизији 2020;
- Маја Николић, која се такмичила на Беовизији 2018, 2007, Беосонгу 2013, Беовизији и Европесми-Еуропјесми 2006, као и на Беовизији 2004. и 2003;
- Александар Седлар, који се такмичио на Беовизији 2007. као део бенда IQ;
- Наташа Којић, која се такмичила на Беовизији и Европесми-Еуропјесми 2005, Беовизији 2004. и Европесми-Еуропјесми 2004, као и Беовизији 2003. и;
- Тања Бањанин, која се такмичила на Европесми-Еуропјесми 2004.

Дана 31. децембра 2024, објављено је да је група Буч Кесиди дисквалификована пошто је извела своју такмичарску песму Тужне љубави на Sea Side фестивалу у мају 2024, што је противно правилу да песме не смеју да буду изведене пре 1. септембра 2024. године. На списак је тако ушла група Маршали са песмом По полицама сећања. Затим, 8. јануара 2025. године објављено да је група Драм такође дисквалификована, пошто је своју такмичарску песму Вања извела у марту 2024. године. На списак је затим додата Lensy са песмом Хвала ти. Дана 24. јануара 2025. је Милан Николић објавио да се повлачи са такмичења, због „новонасталих околности”, као и да је дао отказ на место уредника ПГП РТС. Миланова песма се ипак појавила на коначном списку учесника. И други учесници су изразили жељу за повлачењем са такмичења, међу њима Бибер, бенд Ana & The Changes и Filarri. Певачица бенда Бибер Калина Делић, изјавила је у интервјуу у фебруару да су казне за касно повлачење високе, те да „нису у позицији да их плате”, иако им је „непријатно што су део овога”.
Легенда:
  Дисквалификован учесник
  Заменски учесник
| Извођач(и)               | Песма                  | Музика и текст                                                               |
| ------------------------ | ---------------------- | ---------------------------------------------------------------------------- |
| AltCtrl                  | Мамурна јутра          | Димитрије Борчанин Алекса Вучковић                                           |
| Ana & The Changes        | Бринем                 | Ана Ћурчин Ивана Бутиган                                                     |
| Антон                    | У град                 | Никола Антонијевић (Антон)                                                   |
| Бибер                    | Да ми се вратиш        | Растко Аксентијевић                                                          |
| Бојана Давид             | Шесто чуло             | Виолета Михајловска Милић Борис Суботић                                      |
| Буч Кесиди               | Тужне љубави           | Лука Рацић Зоран Зарубица                                                    |
| Вампири                  | Теби треба неко као је | Александар Ераковић                                                          |
|                          | Mask                   | Сара Вукајлов ( ) Мелквијадес Алехандро Алварез Кобос ( )                    |
| Gifts & Roses            | До краја времена       | Јован Матић                                                                  |
| Драм                     | Вања                   | Стефан Аћимовић Марко Аризановић Никола Грозданић Петар Благојевић           |
| Душан Куртић             | Богиња                 | Душан Куртић Иван Куртић                                                     |
| Ивана Штрбац             | Ла ла ла               | Анђела Вујовић ( Angellina ) Иван Франовић                                   |
| Игор Симић               | Не могу                | Андреас Бјеркман (Beemon) Владимир Даниловић                                 |
| Исказ                    | Трендсетер             | Зоран Стефанов                                                               |
| Jelena Aleen             | Камелеон               | Бранислав Опачић                                                             |
|                          | Хвала ти               | Стјепан Јелица (Албино) Теодор Иванчевић (Нијетео) Адриано Кадовић (Ајзи)    |
| Маја Николић             | Жали срце моје         | Александар Кобац Александар Дилан Горан Ратковић (Рале) Миладин Богосављевић |
| Маршали                  | По полицама сећања     | Страхиња Танасијин                                                           |
| Мила                     |                        | Ахмед Хајдаровић (Rap Gorilla) Данило Богојевић                              |
| Милан Николић feat. Цака | Storia del amor        | Владимир Граић Милан Николић                                                 |
| Мими Мерцедез            | Турбо журка            | Милена Јанковић (Мими Мерцедез)                                              |
| Наташа Којић             | Up and Down            | Наташа Којић                                                                 |
|                          | МаМа                   | Душан Страјнић Дарио Вуксановић Марко Ајковић                                |
| Принц                    | Мила                   | Душан Бачић                                                                  |
| Седлар                   | Очи боје земље         | Александар Седлар                                                            |
| Там                      | Дурум дурум            | Андрија Гавриловић ( ) Тамара Поповић (Там) Ивана Лукић ( Jymenik )          |
| Тања Бањанин             | Ја сам боља            | Тања Бањанин Новак Пејић Сташа Бањанин                                       |
| Тропико бенд             | AI                     | Александар Цветковић Саша Милошевић (Маре)                                   |
|                          | Meet & Greet           | Љубомир Стефановић (Anti)                                                        |
| Harem Girls              | Аладин                 | Немања Антонић Иван Вукајловић Сања Вучић Titta Foureira Катарина Ђулић      |
| Џет Вега                 | Ролеркостер            | Маја Лавел [ ] Зоран Лековић Нена Лековић                                    |

## Преглед такмичења

### Полуфинала
Чланови жирија у полуфиналима су били: Николета Дојчиновић, Миљан Танић, Невена Божовић, Андреј Илић и Александар Локнер.

#### Прво полуфинале
Прво полуфинале је одржано 25. фебруара 2025. са почетком у 21.00 ч. . Петнаест песама се такмичило, а осам је прошло у финале.
Поред учесничких песама, хор Колибри је отворио такмичење извођењем песме За милион година од Ју рок мисије.
Легенда
  Квалификовани
| #  | Извођач(и)               | Песма                  | Жири    | Жири  | Телегласање | Телегласање | Укупно | Пласман |
| #  | Извођач(и)               | Песма                  | Гласови | Поени | Гласови     | Поени       | Укупно | Пласман |
| -- | ------------------------ | ---------------------- | ------- | ----- | ----------- | ----------- | ------ | ------- |
| 1  | Бојана Давид             | Шесто чуло             | 8       | 0     | 5.750       | 12          | 12     | 4.      |
| 2  | Игор Симић               | Не могу                | 18      | 3     | 376         | 0           | 3      | 12.     |
| 3  | Вампири                  | Теби треба неко као ја | 15      | 2     | 768         | 3           | 5      | 9.      |
| 4  | Наташа Којић             | Up and Down            | 7       | 0     | 514         | 0           | 0      | 15.     |
| 5  | Тропико бенд             | AI                     | 10      | 0     | 625         | 0           | 0      | 14.     |
| 6  | Jelena Aleen             | Камелеон               | 22      | 5     | 643         | 0           | 5      | 10.     |
| 7  |                          | Meet & Greet           | 21      | 4     | 1.587       | 7           | 11     | 6.      |
| 8  | Круз Роуди               | Све и одмах            | 28      | 7     | 1.431       | 6           | 13     | 2.      |
| 9  | Милан Николић feat. Цака | Storia del amor        | 23      | 6     | 422         | 0           | 6      | 8.      |
| 10 | Ana & The Changes        | Бринем                 | 32      | 8     | 1.111       | 5           | 13     | 3.      |
| 11 | Исказ                    | Трендсетер             | 39      | 12    | 1.699       | 8           | 20     | 1.      |
| 12 | Harem Girls              | Аладин                 | 12      | 1     | 3.095       | 10          | 11     | 5.      |
| 13 | Бибер                    | Да ми се вратиш        | 36      | 10    | 651         | 1           | 11     | 7.      |
| 14 | Мила                     |                        | 8       | 0     | 861         | 4           | 4      | 11.     |
| 15 | Антон                    | У град                 | 11      | 0     | 745         | 2           | 2      | 13.     |

| #  | Песма                  | Н. Дојчиновић | М. Танић | Н. Божовић | А. Илић | А. Локнер | Укупно | Поени |
| -- | ---------------------- | ------------- | -------- | ---------- | ------- | --------- | ------ | ----- |
| 1  | Шесто чуло             |               | 7        |            |         | 1         | 8      | 0     |
| 2  | Не могу                |               |          | 10         | 8       |           | 18     | 3     |
| 3  | Теби треба неко као ја |               |          | 6          | 6       | 3         | 15     | 2     |
| 4  | Up and Down            | 7             |          |            |         |           | 7      | 0     |
| 5  | AI                     |               |          | 3          | 7       |           | 10     | 0     |
| 6  | Камелеон               | 10            | 1        | 4          | 5       | 2         | 22     | 5     |
| 7  | Meet & Greet           | 8             | 8        | 1          |         | 4         | 21     | 4     |
| 8  | Све и одмах            | 3             | 12       |            | 1       | 12        | 28     | 7     |
| 9  | Storia del amor        | 6             | 2        | 5          |         | 10        | 23     | 6     |
| 10 | Бринем                 | 5             | 4        | 12         | 3       | 8         | 32     | 8     |
| 11 | Трендсетер             | 12            |          | 8          | 12      | 7         | 39     | 12    |
| 12 | Аладин                 | 1             | 5        |            |         | 6         | 12     | 1     |
| 13 | Да ми се вратиш        | 4             | 10       | 7          | 10      | 5         | 36     | 10    |
| 14 |                        |               | 6        |            | 2       |           | 8      | 0     |
| 15 | У град                 | 2             | 3        | 2          | 4       |           | 11     | 0     |

#### Друго полуфинале
Друго полуфинале је одржано 26. фебруара 2025. са почетком у 21.10 ч. CET. Петнаест песама се такмичило, а осам је прошло у финале.
Поред учесничких песама, у паузи је пуштена реприза етно медлија од неколико евровизијских песама, са Песме за Евровизију '23. Стеван Анђелковић је извео песму Fairytale Александра Рибака, Сања Вучић је извела песму Wild Dances коју у оригиналу изводи Руслана, Ивана Петерс песму Euphoria од Лорен , а Ален Адемовић песму Opa од Јоргоса Алкаиоса.
Легенда
  Квалификовани
| #  | Извођач(и)    | Песма              | Жири    | Жири  | Телегласање | Телегласање | Укупно | Пласман |
| #  | Извођач(и)    | Песма              | Гласови | Поени | Гласови     | Поени       | Укупно | Пласман |
| -- | ------------- | ------------------ | ------- | ----- | ----------- | ----------- | ------ | ------- |
| 1  | Ивана Штрбац  | Ла ла ла           | 9       | 0     | 1.834       | 4           | 4      | 10.     |
| 2  | Џет Вега      | Ролеркостер        | 5       | 0     | 536         | 0           | 0      | 14.     |
| 3  | Принц         | Мила               | 52      | 12    | 3.298       | 7           | 19     | 2.      |
| 4  | Маршали       | По полицама сећања | 6       | 0     | 3.358       | 8           | 8      | 7.      |
| 5  | Душан Куртић  | Богиња             | 21      | 6     | 653         | 0           | 6      | 9.      |
| 6  | Тања Бањанин  | Ја сам боља        | 13      | 2     | 782         | 0           | 2      | 12.     |
| 7  | Там           | Дурум дурум        | 15      | 4     | 2.159       | 6           | 10     | 5.      |
| 8  | Gifts & Roses | До краја времена   | 0       | 0     | 447         | 0           | 0      | 15.     |
| 9  |               | Хвала ти           | 16      | 5     | 1.524       | 2           | 7      | 8.      |
| 10 | Седлар        | Очи боје земље     | 46      | 10    | 563         | 0           | 10     | 6.      |
| 11 | Маја Николић  | Жали срце моје     | 10      | 1     | 1.532       | 3           | 4      | 11.     |
| 12 | Мими Мерцедез | Турбо журка        | 41      | 7     | 5.507       | 12          | 19     | 1.      |
| 13 |               | МаМа               | 13      | 3     | 3.734       | 10          | 13     | 3.      |
| 14 |               | Mask               | 42      | 8     | 1.866       | 5           | 13     | 4.      |
| 15 | AltCtrl       | Мамурна јутра      | 1       | 0     | 864         | 1           | 1      | 13.     |

| #  | Песма              | Н. Дојчиновић | М. Танић | Н. Божовић | А. Илић | А. Локнер | Укупно | Поени |
| -- | ------------------ | ------------- | -------- | ---------- | ------- | --------- | ------ | ----- |
| 1  | Ла ла ла           | 4             | 3        |            | 1       | 1         | 9      | 0     |
| 2  | Ролеркостер        |               |          |            | 5       |           | 5      | 0     |
| 3  | Мила               | 8             | 12       | 8          | 12      | 12        | 52     | 12    |
| 4  | По полицама сећања |               | 1        |            |         | 5         | 6      | 0     |
| 5  | Богиња             |               | 6        | 6          | 7       | 2         | 21     | 6     |
| 6  | Ја сам боља        | 3             |          | 3          | 3       | 4         | 13     | 2     |
| 7  | Дурум дурум        | 7             | 4        | 4          |         |           | 15     | 4     |
| 8  | До краја времена   |               |          |            |         |           | 0      | 0     |
| 9  | Хвала ти           |               | 5        | 7          | 4       |           | 16     | 5     |
| 10 | Очи боје земље     | 6             | 8        | 12         | 10      | 10        | 46     | 10    |
| 11 | Жали срце моје     | 2             | 2        | 1          | 2       | 3         | 10     | 1     |
| 12 | Турбо журка        | 10            | 10       | 5          | 8       | 8         | 41     | 7     |
| 13 | МаМа               | 5             |          | 2          |         | 6         | 13     | 3     |
| 14 | Mask               | 12            | 7        | 10         | 6       | 7         | 42     | 8     |
| 15 | Мамурна јутра      | 1             |          |            |         |           | 1      | 0     |

### Финале
Финале је одржано 28. фебруара 2025. са почетком у 21.00 ч. . Шеснаест песама се такмичило, а победник, Принц са песмом Мила, ће представљати Србију на Песми Евровизије 2025.
Чланови жирија у финалу су били: Снежана Вукомановић, Драган Ђорђевић, Зорица Пајић (Зорја), Дејан Костић и Слободан Марковић.
Поред учесничких песама, у паузи је пуштена реприза наступа Luke Black песме Само ми се спава на Песми за Евровизију '24, као и реприза Констрактиног медлија песама In corpore sano и Мекано са Песме за Евровизију '23.
Легенда
  Победник
| #  | Извођач(и)               | Песма              | Жири    | Жири  | Телегласање | Телегласање | Укупно | Пласман |
| #  | Извођач(и)               | Песма              | Гласови | Поени | Гласови     | Поени       | Укупно | Пласман |
| -- | ------------------------ | ------------------ | ------- | ----- | ----------- | ----------- | ------ | ------- |
| 1  |                          | МаМа               | 15      | 4     | 8.634       | 6           | 10     | 7.      |
| 2  | Мими Мерцедез            | Турбо журка        | 20      | 5     | 11.294      | 7           | 12     | 5.      |
| 3  |                          | Mask               | 45      | 12    | 5.190       | 4           | 16     | 3.      |
| 4  | Ana & The Changes        | Бринем             | 15      | 3     | 1.479       | 0           | 3      | 10.     |
| 5  | Бибер                    | Да ми се вратиш    | 11      | 1     | 1.034       | 0           | 1      | 14.     |
| 6  | Бојана Давид             | Шесто чуло         | 9       | 0     | 33.132      | 12          | 12     | 4.      |
| 7  | Маршали                  | По полицама сећања | 6       | 0     | 5.003       | 3           | 3      | 9.      |
| 8  | Принц                    | Мила               | 42      | 10    | 12.413      | 8           | 18     | 1.      |
| 9  | Седлар                   | Очи боје земље     | 39      | 8     | 637         | 0           | 8      | 8.      |
| 10 |                          | Хвала ти           | 11      | 2     | 2.029       | 0           | 2      | 12.     |
| 11 | Милан Николић feat. Цака | Storia del amor    | 0       | 0     | 688         | 0           | 0      | 16.     |
| 12 | Harem Girls              | Аладин             | 29      | 7     | 15.871      | 10          | 17     | 2.      |
| 13 | Там                      | Дурум дурум        | 21      | 6     | 7.883       | 5           | 11     | 6.      |
| 14 |                          | Meet & Greet       | 8       | 0     | 2.402       | 1           | 1      | 13.     |
| 15 | Исказ                    | Трендсетер         | 11      | 0     | 3.278       | 2           | 2      | 11.     |
| 16 | Круз Роуди               | Све и одмах        | 8       | 0     | 1.488       | 0           | 0      | 15.     |

| #  | Песма              | С. Вукомановић | Д. Ђорђевић | З. Пајић | Д. Костић | С. Марковић | Укупно | Поени |
| -- | ------------------ | -------------- | ----------- | -------- | --------- | ----------- | ------ | ----- |
| 1  | МаМа               | 12             | 1           | 2        |           |             | 15     | 4     |
| 2  | Турбо журка        |                | 5           | 4        | 7         | 4           | 20     | 5     |
| 3  | Mask               | 8              | 12          | 10       | 10        | 5           | 45     | 12    |
| 4  | Бринем             | 10             |             | 5        |           |             | 15     | 3     |
| 5  | Да ми се вратиш    |                | 4           | 1        |           | 6           | 11     | 1     |
| 6  | Шесто чуло         |                |             |          | 1         | 8           | 9      | 0     |
| 7  | По полицама сећања | 2              |             |          | 4         |             | 6      | 0     |
| 8  | Мила               | 4              | 7           | 7        | 12        | 12          | 42     | 10    |
| 9  | Очи боје земље     | 7              | 8           | 6        | 8         | 10          | 39     | 8     |
| 10 | Хвала ти           | 1              |             |          | 3         | 7           | 11     | 2     |
| 11 | Storia del amor    |                |             |          |           |             | 0      | 0     |
| 12 | Аладин             |                | 10          | 12       | 6         | 1           | 29     | 7     |
| 13 | Дурум дурум        |                | 6           | 8        | 5         | 2           | 21     | 6     |
| 14 | Meet & Greet       | 5              |             | 3        |           |             | 8      | 0     |
| 15 | Трендсетер         | 6              | 3           |          | 2         |             | 11     | 0     |
| 16 | Све и одмах        | 3              | 2           |          |           | 3           | 8      | 0     |

## Остале награде

### ОГАЕ Србија
Награда ОГАЕ Србије за најбољу песму Песме за Евровизију ’25 припала је групи Harem Girls за песму Аладин, која је освојила 203 поена. Друго место заузела је Мими Мерцедез са песмом Турбо журка, освојивши 191 поен, док је треће место припало Вукејли и њеној песми Mask, која је добила 186 поена.
Истовремено, Harem Girls су изабране да представљају Србију на ОГАЕ такмичењу друге шансе.
Легенда:
  Победник гласања и представник на ОГАЕ друга шанса
| Извођач       | Песма       | Поени | Пласман |
| ------------- | ----------- | ----- | ------- |
| Harem Girls   | Аладин      | 203   | 1.      |
| Мими Мерцедез | Турбо журка | 191   | 2.      |
| Vukayla       | Mask        | 186   | 3.      |
| Бојана Давид  | Шесто чуло  | 143   | 4.      |
| Там           | Дурум дурум | 140   | 5.      |

## Преноси и гледаност
Све три вечери су преношене на телевизијским станицама РТС 1, РТС Свет и на платформама РТС Планета и РТС Звук, на сајту РТС — rts.rs, као и на РТС евровизијском YouTube каналу. Финале се преноси и на Радио Београд 1 и YouTube каналу Песме Евровизије.
Гледаност је опала у поређењу са претходним годинама, а то се приписало бојкоту такмичења, као и томе што је финале одржано на петак, уместо на неки дан викенда.
| Такмичарско вече | Датум емитовања   | Просечна гледаност | Укупна гледаност | Удео у гледаности (У поређењу са ПзЕ '24) | Реф.   |
| ---------------- | ----------------- | ------------------ | ---------------- | ----------------------------------------- | ------ |
| Прво полуфинале  | 25. фебруар 2025. |                    | 1.116.000        |                                           | [ 32 ] |
| Друго полуфинале | 26. фебруар 2025. |                    |                  |                                           |        |
| Финале           | 28. фебруар 2025. | 442.600            | 1.300.000        | 17,1% ( 8,91%)                            | [ 33 ] |

## Критике и контроверзе

### Бојкот такмичења
Велики део јавности је сматрао да такмичење не треба да се одржи због студентских протеста у Србији. Оливера Ковачевић, супервизорка такмичења, је изјавила да ће се такмичење одржати због уговорних обавеза са такмичарима и са Европском радиодифузном унијом.

### Подршка студентским протестима
У другом полуфиналу је наступала група Oxajo са песмом МаМа, а наступ је пратио алтернативни текст који су многи протумачили као подршку студентским протестима. Након чега је РТС на свом званичном YouTube каналу уклонио снимак и заменио са новим, унапред снимњеним после генералне пробе као помоћни видео материјал и који није садржао спорни текст. Након притиска јавности РТС је вратио оригинални снимак. Оливера Ковачевић се огласила за медије и тврдила да ”нико није цензурисан”. Спорaн алтернативни текст који је изостао у замењеном снимку:
| „ | Ходају од града до града, шири се слобода. Више се не плашимо, ту смо спремни. Џаба ми темпо спушташ, не умем то. | ” |

Александар Седлар и Ана Ћурчин бенда Ana & The Changes су на крају својих наступа у полуфиналима показали црвену руку која је један од симбола студентских протеста, док је Ћурчин то урадила и у финалу. Ћурчин је такође током обе вечери на гитари носила налепницу „Pump Up the Jam”. У другом полуфиналу, бенд Gifts & Roses је, током давања изјаве у зеленој соби, симболично пумпао црвене балоне. Чланови бенда Круз Роуди су током укључења у зелену собу током првог полуфинала показали студентске индексе. Там је током укључења у зелену собу у другом полуфиналу показала маску телефона на којој је писало „није уметнички ћутати”. Бендови Бибер и Маршали су носили беџеве на црвене руке и „Лаки штрајк” током полуфинала и финала. Бенд AltCtrl је такође носио беџеве црвене руке, а током укључења је један члан рекао да „борба многих младих људи не престаје”. Током саопштавања својих гласова у финалу, члан жирија Драган Ђорђевић је рекао да су „студенти наша снага, наша будућност и наша памет”, на шта је Драгана Косјерина рекла „јао”.